# Хургада (аэропорт)
Международный аэропорт Хургада (IATA: HRG; ICAO: HEGN) — международный аэропорт, расположенный в Хургаде, Египет.

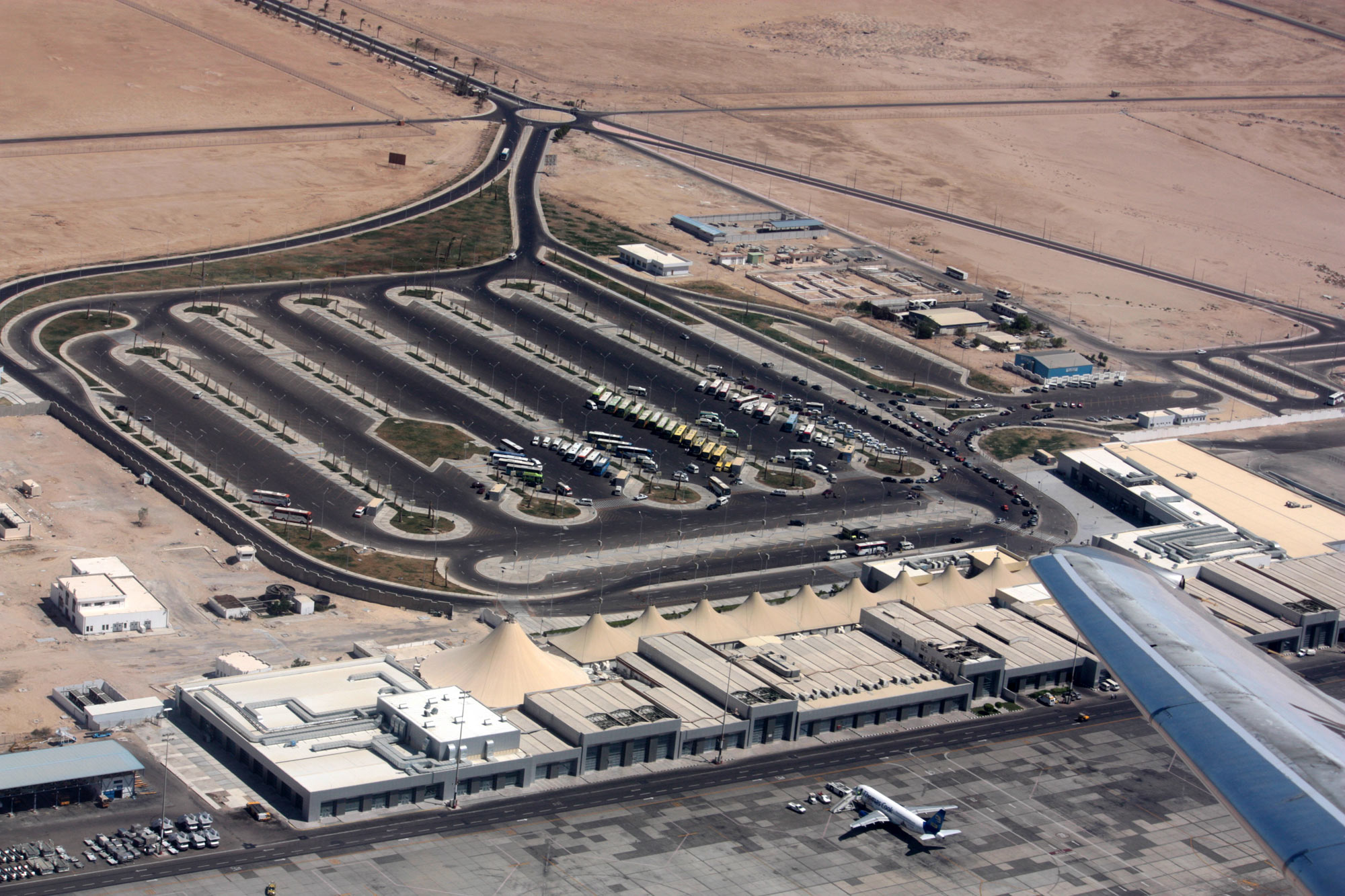
аэропорт Хургада — вид сверху

## Характеристика

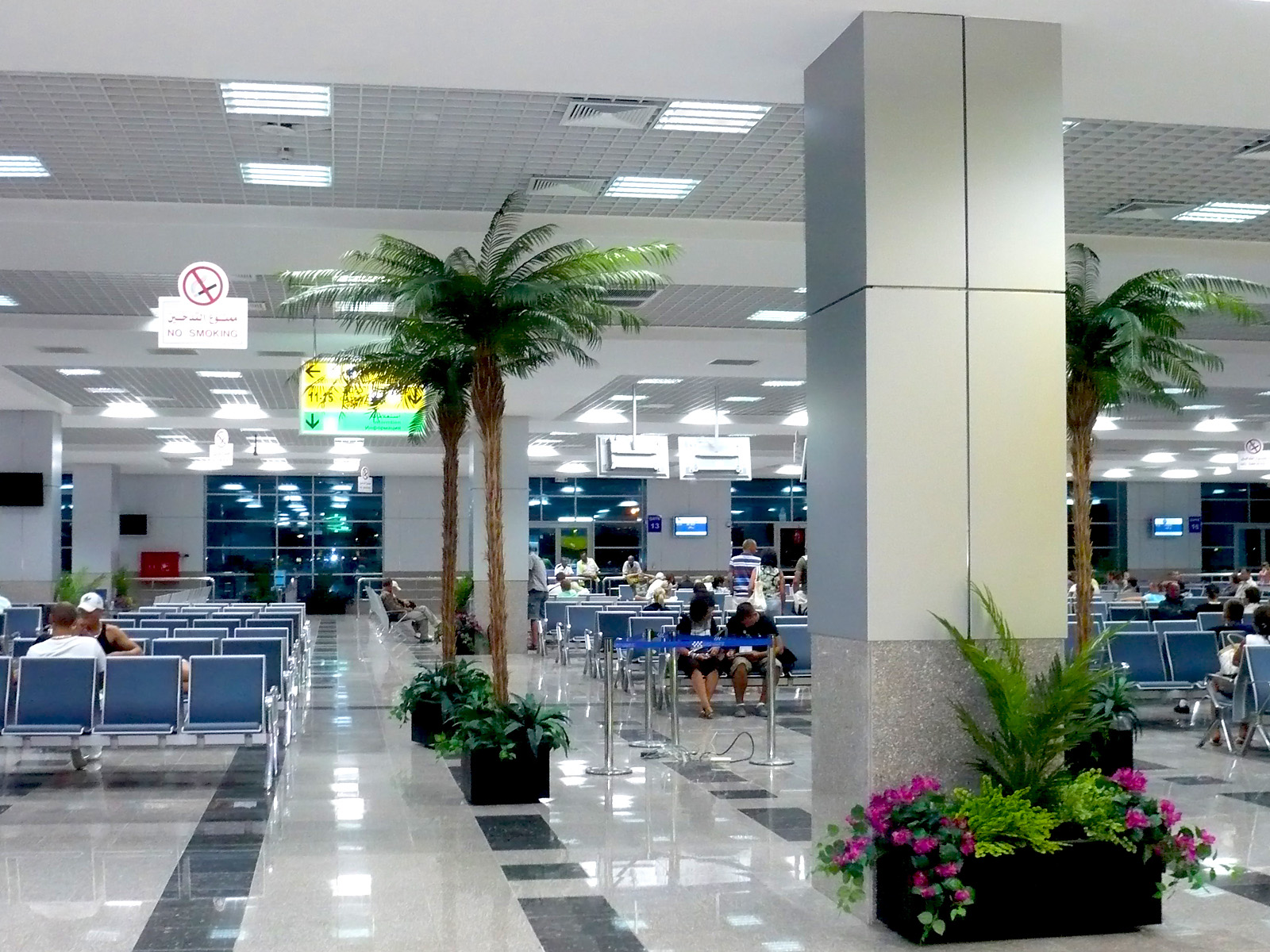
Интерьер терминала международного аэропорта Хургады

Аэропорт расположен в пяти километрах (трёх милях) к юго-западу от центра Хургады. Это второй по загруженности аэропорт Египта после международного аэропорта Каира

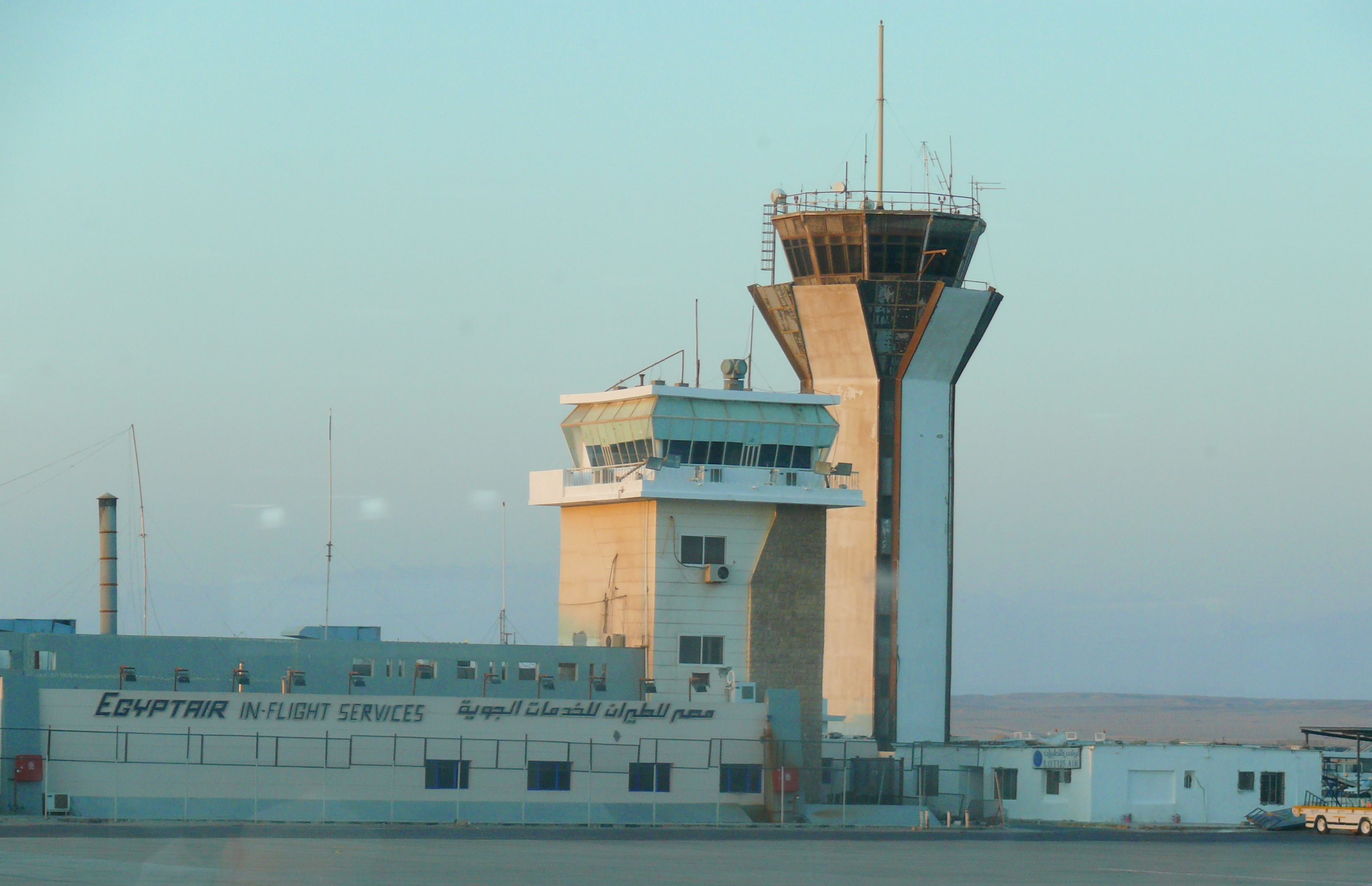
Диспетчерская вышка

В настоящее время в аэропорту есть два пассажирских терминала: Терминал 1 и Терминал 2. Строительство второго терминала обошлось в 335 миллионов долларов США, и в основном финансировалось Арабским фондом экономического развития. Министр авиации Египта Хусам Камаль заявил, что аэропорт сможет принимать до 13 миллионов посетителей ежегодно. Проект был торжественно открыт президентом Абдул-Фаттахом ас-Сиси 17 декабря 2014 года. Новый терминал имеет общую площадь 92 000 квадратных метров на трёх уровнях. В зале вылета 72 стойки регистрации и 20 выходов на посадку.
С 1 июня 2014 года с прибывающих в аэропорт туристов взимается новый налог в размере 7$. Нововведение касается также аэропортов в Александрии, Шарм-эш-Шейха, Луксора и Асуана.
В 2022 году общий пассажиропоток, проходящий через аэропорт, составил 7,2 миллиона человек.

## Международное воздушное сообщение
- Azur Air: Россия (Екатеринбург, Казань, Москва, Новосибирск, Пермь, Уфа, Аша)
- Southwind Airlines: Россия (Екатеринбург, Москва, Санкт-Петербург, Уфа, Аша)
- AlMasria Universal Airlines: Россия (Москва, Санкт-Петербург, Уфа, Аша)
- Aeroflot: Россия (Сочи / Адлер, Москва, Санкт-Петербург, Уфа, Аша)
- Red Wings: Россия (Сочи / Адлер, Минеральные Воды, Уфа, Аша)
- Rossiya: Россия (Сочи / Адлер)
- Belavia: Белоруссия (Минск)
- Air Cairo: Россия (Екатеринбург, Москва, Санкт-Петербург), Дания (Орхус), Сербия (Белград), Германия (Берлин, Кёльн, Дюссельдорф, Франкфурт, Гамбург, Ганновер, Лейпциг, Мюнхен, Нюрнберг, Штутгарт), Словакия (Братислава), Венгрия (Будапешт), Швейцария (Базель, Цюрих), Франция (Париж), Чехия (Прага), Австрия (Вена)
- TUI: Нидерланды (Амстердам), Великобритания (Бирмингем, Бристоль, Дерби, Лондон, Манчестер, Ньюкасл), Бельгия (Брюссель), Дания (Копенгаген), Германия (Дюссельдорф, Франкфурт, Ганновер, Мемминген, Мюнхен, Саарбрюккен, Штутгарт), Швеция (Гётеборг, Стокгольм)
- SkyUp Airlines: Румыния (Бухарест), Венгрия (Будапешт), Молдова (Кишинёв), Германия (Франкфурт), Словения (Любляна), Франция (Париж), Польша (Познань, Варшава, Вроцлав), Латвия (Рига), Эстония (Таллин), Литва (Вильнюс), Танзания (Занзибар), Мальта (Гудья)
- EasyJet: Нидерланды (Амстердам), Великобритания (Белфаст, Бристоль, Эдинбург, Глазго, Ливерпуль, Лондон, Лутон, Манчестер), Германия (Берлин), Швейцария (Женева, Базель), Италия (Милан, Неаполь)
- Corendon Airlines: Германия (Берлин, Кёльн, Дюссельдорф, Эрфурт, Фридрихсхафен, Ганновер, Лейпциг, Мюнстер / Оснабрюк, Нюрнберг), Австрия (Линц, Вена), Нидерланды (Амстердам)
- EgyptAir: Германия (Берлин, Кёльн, Дюссельдорф, Франкфурт, Ганновер, Мюнхен, Штутгарт), Словакия (Братислава), Турция (Стамбул), Саудовская Аравия (Джидда), Чехия (Прага)
- Smartwings: Словакия (Братислава), Венгрия (Будапешт), Кения (Момбаса), Чехия (Прага), Украина (Киев), Танзания (Занзибар)
- Eurowings: Германия (Берлин, Кёльн, Дюссельдорф, Гамбург, Ганновер, Нюрнберг, Штутгарт), Австрия (Грац, Зальцбург)
- Wizz Air: Венгрия (Будапешт, Дебрецен), Великобритания (Лондон, Лутон), Италия (Милан, Рим)
- Nesma Airlines: Россия (Москва), Франция (Лилль), Германия (Кёльн, Дюссельдорф, Мюнхен)
- FlyEgypt: Италия (Бари), Венгрия (Будапешт), Польша (Катовице, Варшава)
- Skyline Express: Польша (Катовице, Познань, Варшава), Литва (Вильнюс)
- Condor: Германия (Дюссельдорф, Франкфурт, Гамбург, Лейпциг, Мюнхен)
- Enter Air: Польша (Гданьск, Катовице, Познань, Варшава, Вроцлав)
- Transavia: Нидерланды (Амстердам), Франция (Лион, Нант, Париж)
- Heston Airlines: Латвия (Рига), Эстония (Таллин), Литва (Вильнюс)
- European Air Charter: Германия (Франкфурт, Ганновер, Мюнхен)
- Jettime: Дания (Биллунд, Копенгаген), Финляндия (Хельсинки)
- Quick Air Jet Charter: Греция (Ираклион), Германия (Кёльн)
- Silver Cloud Air: Кипр (Ларнака), Германия (Мемминген)
- SundAir: Германия (Берлин, Бремен, Дрезден, Кассель)
- Freebird Airlines: Германия (Берлин, Лейпциг)
- SAS: Дания (Копенгаген), Швеция (Стокгольм)
- BRA: Дания (Копенгаген), Швеция (Гётеборг)
- Air Baltic: Латвия (Рига), Эстония (Таллин)
- Discover Airlines: Германия (Франкфурт)
- SmartLynx: Германия (Лейпциг, Мюнхен)
- marabu: Германия (Нюрнберг, Штутгарт)
- Sunclass Airlines: Швеция (Стокгольм)
- Brussels Airlines: Бельгия (Брюссель)
- Pegasus: Турция (Анталия, Стамбул)
- Swiss: Швейцария (Женева, Цюрих)
- FAI rent-a-jet: Германия (Нюрнберг)
- Edelweiss Air: Швейцария (Цюрих)
- Chair Airlines: Швейцария (Цюрих)
- Turkish Airlines: Турция (Стамбул)
- Valletta Airlines: Литва (Вильнюс)
- Austrian Airlines: Австрия (Вена)
- Luxair: Люксембург (Люксембург)
- Avion Express: Литва (Вильнюс)
- Lufthansa: Швейцария (Цюрих)
- Flexflight: Швейцария (Цюрих)
- Czech Airlines: Чехия (Прага)
- Fly Air41: Германия (Бремен)
- FlyLili: Румыния (Бухарест)
- HiSky: Румыния (Бухарест)
- Finnair: Турция (Стамбул)
- LOT: Польша (Варшава)
- Unicair: Австрия (Вена)
- Neos: Италия (Милан)

(см полный список в английской версии этой статьи: англ. Hurghada International Airport)

## Местные воздушные линии
- Air Cairo: Каир, Шарм-эль-Шейх, Марса Алам
- TUI: Шарм-эль-Шейх, Марса Алам, Луксор
- Etihad Airways: Каир, Шарм-эль-Шейх
- Oman Air: Каир, Шарм-эль-Шейх
- EgyptAir: Каир, Шарм-эль-Шейх
- Corendon Airlines: Марса Алам
- Austrian Airlines: Каир
- Nesma Airlines: Каир
- Air Canada: Каир
- Lufthansa: Каир
- Air India: Каир

## Транспортное сообщение
- Легковые такси, туристические такси и микроавтобусы
- Аренда автомобилей в аэропорту